# Consell de Forces Democràtiques de Catalunya
El Consell de Forces Democràtiques de Catalunya, també anomenat «Comitè Ametlla», va ser un organisme antifranquista creat el 1958 i presidit per Claudi Ametlla. Va agrupar membres de la desapareguda Acció Catalana, d'Esquerra Republicana i d'Unió Democràtica amb contactes amb els monàrquics i deixant de banda els comunistes. Josep Tarradellas criticà aquest organisme en diferents documents, encara que es considera que la incidència del comitè fou molt petita.